# Kopsia hainanensis
Kopsia hainanensis är en oleanderväxtart som beskrevs av Ying Tsiang. Kopsia hainanensis ingår i släktet Kopsia och familjen oleanderväxter. Inga underarter finns listade i Catalogue of Life.